# Língua tuiuca
Tuiuca (tuyuka) é uma das muitas pertencentes à família linguística tucano (Yepê-masa), sendo marcada por fenômenos interessantes como tom e nasalização na área fonética, evidencialidade dos verbos, aglutinação de palavras e classificadores nominais. Nessa perspectiva, na área em que é articulada, há a ocorrência do multilinguismo, haja vista o intenso contato com diversas línguas, bem como a tendência de tucanização do tuiuca, pois trata-se da substituição por um sistema mais prático e disseminado, sobretudo pelo fato do Tucano estar sendo mais utilizado e ensinado.  Desse modo, a língua se encontra ativa, porém passiva de desaparecimento.

## Língua e sociedade

### Localização
É falada pelos comunidades indígenas que habitam o noroeste do estado brasileiro do Amazonas, na fronteira entre Brasil e Colômbia, mais precisamente nas áreas do Alto Rio Negro, Médio Rio Negro I, Médio Rio Negro II, Pari Cachoeira I, Pari Cachoeira II, Pari Cachoeira III, Yauareté I e Yauareté II, além dos territórios colombianos. No ponto de vista hidrográfico, a região ocupada pelos tuiucas se estende do trecho alto do rio Tiquié – onde ocorre o interflúvio dos rios Tiquié e Papuri, sendo drenada pelos afluentes Abiu e Inambu – até uma outra área de encontro dos cursos hídricos do Tiquié com o igarapé Machado (Komeya em tuiuca). Nesse contexto, ocorre uma divisão sociogeográfica, sobretudo por motivos histórico-culturais, entre esse povo, sendo o grupo do Tiquié e do Inambu.

### Aspectos populacionais
Consoante à revisão realizada em 2008 (CABALZAR, 2009), levando em conta as fontes mais confiáveis, os tuiucas estava distribuído em 19 grupos locais, sendo que a população de cada um variava entre 7 e 149 pessoas. Assim, o levantamento apontou para a somatória de 988 pessoas entre dezoito desses subgrupos, porém estima-se que esse número ultrapassaria 1200, tendo em vista as regiões do baixo Tiquié e adjacentes, sem contar os que vivem em meio urbano, 71 tuiucas (LASMAR et al., 2005). Atualmente, no entanto, com a falta de políticas governamentais para o recenseamento, bem como o descaso com preservação de tais povos, é próvavel que haja uma dispersão populacional para outras áreas.

### Etimologia do nome
Os tuiucas se autodenominam Dokapuara, Utapinõmakãphõná, Umerekopinõ  ou Utapinoponã, esse último significando  "filhos da cobra de pedra”. Na filosofia da comunidade indígena, compreende-se a mentalidade de que são gente da transformação, pois tem origem da Cobra da Transformação. Única no início da viagem ancestral, a cobra tem o poder de se reproduzir em várias outras, ao alcançar o alto curso do rio Negro. Assim, traçando caminhos diferentes, os répteis seguem pelos afluentes do rio Negro e Uaupés e seus filhos seriam os tuiucas que através do tempo foram se distinguindo sem perder sua essência.

## Fonética e fonologia
Segundo Barnes & Malone (2000) e Barnes & Takagi (1976), conta com um inventário fonológico, de acordo com o Alfabeto Fonético Internacional, de 17 fonemas: onze consoantes /p t k b d ɡ s r w j h/ e seis vogais /i ɨ u e a o/.

### Vogais
Quanto as vogais, há duas anteriores /i, e/ e quatro posteriores: arredondadas /u o/, a não arredondada central /a/ e uma vogal alta /ɨ/. As vogais /e/ e /o/ seriam consideradas médias, pois quando são pronunciadas a língua não "toca" o céu da boca (vogal alta) e nem se encontra menos elevada (vogal baixa). Contudo, conforme decisão proposta por Nelsy Lorena (2014), elas foram agrupadas como baixas para usar um número menor de traços ao se diferenciar cada vogal. Assim, vale ressaltar que essa abstração não equivale totalmente ao valor fonético dos referidos sons. Ademais, é essencial a compreensão de que as vogais podem ser anteriores, centrais ou posteriores, que se relaciona aos diferentes níveis de avanço da língua; e também podem ser arredondadas ou não, dizendo respeito ao arredondamento dos lábios na pronúncia. Desse modo, os processos descritos podem ser observados na tabela abaixo:
|       | Anterior | Central | Posterior |
| ----- | -------- | ------- | --------- |
| Alta  | i        | ɨ       | u         |
| Baixa | e        | a       | o         |

#### Pares mínimos vocálicos
Sendo um par de palavras que demonstra o contraste fonêmico, o par mínimo vocálico constitui uma importante ferramenta para entender os processos fonológicos da língua. No português, por exemplo, as palavras "caça" e "casa" são pares mínimos, no caso consonantais, mas que expressam significados diferentes apenas com a distinção entre os fonemas /s/ e /z/. O mesmo ocorre em dois casos extraídos da língua tuiuca: /atí/ e /até/, cujo contraste é percebido pelos fonemas /i/ e /e/, e cujos significados são, respectivamente, ‘este' e ‘estes'; além do par /até/ e /oté/, tendo fonemas vocálicos /a/ e /o/, de forma a denotar o verbo 'plantar' e o pronome demonstrativo 'esta'.

#### Alofones vocálicos
Segundo Nelsy Lorena (2014), as vogais do tuiuca têm alofones nasalizados quando estão em morfemas nasais ou quando estão em morfemas não especificados para nasalidade, mas que assimilam o traço de morfemas vizinhos.
- A vogal /e/ tem o alofone [e] que ocorre antes de /ɡ, m, n, j, w/ e o alofone [ɛ] acontece nos demais contextos;
- A vogal /o/ apresenta um espectro de realização que vai [u] até  [ɣ].

#### Encontros vocálicos
No tuiuca também ocorre encontros vocálicos diferentes VaVb e iguais VaVa. Os encontros de vogais diferentes são analisados como pertencentes a diferentes estruturas silábicas (Va.Vb).
- realização de vogais nasalizadas quando seguidas de consoantes também nasalizadas;
- realização de /e/ como [ɛ] em todos os contextos, incluindo as consoantes /ɡ, m, n, j, w/;
-  a vogal /o/ tem alofones [o] e [ɔ] sem condicionamento aparente. Os dois sons podem acontecer em qualquer contexto e acompanhadas de qualquer consoante.
| Vogais diferentes | Vogais iguais |
| ----------------- | ------------- |
| ue                | aa            |
| ai                | ii            |
| ia                | ɨɨ            |
| oa                | ee            |
| ua                |               |
| oe                |               |
| ea                |               |
| ɨo                |               |
| ui                |               |

Os exemplos abaixo mostram a ocorrência de alguns dos encontros vocálicos apresentados na tabela acima. Na transcrição fonológica dos dados o tom baixo não é marcado.
1. bué               [bùˈɛ́]                                     ‘enguia’
2. waípudã       [wàˈífùnà̃]                              ‘sardinha’
3. juásó            [d͡ ʒùàˈsɔ́]                              ‘lagarto’
4. biaɡá            ['bìà-̍ɡá]                                 ‘pimenta’
5. páátu            [ˈfáátù] ~ [ˈpáátù]                  ‘pó de coca’
6. hoedí            [hɔ̀ɛ̀ˈɾí]                                   ‘sujo’
7. jɨń                 [d͡ ʒǹn]                                   ‘eu’

### Consoantes
Quanto ao sistema de consoantes, elas podem ser subdivididas em duas séries de oclusivas, vozeadas (à direita) e desvozeadas (à esquerda) nos pontos de articulação bilabial, alveolar e velar; uma fricativa alveolar desvozeada e uma fricativa glotal desvozeada; uma vibrante simples e duas aproximantes, uma labiovelar e outra palatal.
|             | Bilabial | Alveolar | Palatal | Velar | Glotal |
| ----------- | -------- | -------- | ------- | ----- | ------ |
| Oclusiva    | p b      | t d      |         | k g   |        |
| Fricativa   |          | s        |         |       | h      |
| Vibrante    |          | r        |         |       |        |
| Aproximante | w        |          | j       |       |        |

Símbolos utilizados por Barnes & Malone (2000)

#### Pares mínimos consonantais
Assim como ocorre nas vogais, os pares mínimos distinguem seus significados apenas por um fonema, que nesse caso, correlaciona-se com o ponto de articulação das consonantes. Desse modo, teremos os seguintes exemplos:
1. Bilabial          /b/ /w/    /bapá/ 'prato'    /wapá/ 'pagamento’
2. Alveolar         /s/ /r/     /bosé/ 'festa'    /boré/ 'deixar branco alguma coisa'
3. Velar              /k/ /g/    /bɨkó/ 'tamanduá'    /bɨɡó/ 'tia'
4. Palatal/glotal  /j/ /h/    /joó/ 'fio'    /hoó/ 'banana da terra'

#### Alofones consonantais
As consoantes vozeadas do tuiuca /b, d, ɡ, r, w, j/ apresentam alofones nasais no mesmo ponto de articulação que ocorrem em morfemas nasais ou quando há assimilação do traço nasal. A realização de alofones pré-nasalizados de /b, d, g/ depois de vogais nasais e antes de vogais orais também é registrado na língua.
Outras realizações alofônicas de consoantes registradas são:
- /ɾ/ tem as variantes [ɾ]̃; [l] e [ɾ]. A nasalizada ocorre antes de vogais nasais; a lateral ocorre depois de vogais centrais e posteriores e a variante oral ocorre depois de vogais anteriores;
- /j/ tem um alofone [d͡ ʒ] que ocorre em variação livre com [j];
- /h/ tem uma variante nasalizada [h̃] que ocorre antes de vogais nasais.
Também observa-se as seguintes variações alofônicas nos fonemas consonantais:
- O fonema /p/ apresenta variação livre entre [p] e [f]. Os exemplos abaixo mostram a variação na ocorrência daqueles sons.
1. pitó                   [fìˈnɔ́]   ~ [pìˈnɔ́]          ‘jibóia’
2. páátu                [ˈfáátù] ~ [ˈpáátù]         ‘pó de coca’
3. patáre               [fàˈtá-ɾɛ̀] ~ [pàˈtá-ɾɛ̀]     ‘cortar’

-  Em limite de morfema o fonema /ɡ/ apresenta variação alofônicas com [ɣ̞ ]. Exemplos da tabela 4 ilustram a ocorrência de tais variantes.
| upí-ɡa   | [ùˈfí- ɣ̞ à] ~ [ùˈpí- ɣ̞ à] | dente                    |
| pihká-ɡa | [fii̥ ˈká-ɣ̞ à]             | anón ( espécie de fruta) |
| kía-ɡa   | [ˈkíà-ɣ̞ à]                | piolho                   |

- Encontra-se um caso no que o fonema /b/ é realizado [ß̞ ] em contexto intervocálico;
~wetabé [wɛ̀nàˈ̃ ß̞ ̃ɛ́]     'sábalo (espécie de peixe)'.
- Diferentemente do observado por Barnes & Takagi (1976), o fonema /j/ pode ser realizado como [d͡ ʒ] em todos os contextos conforme a tabela 5.
| jaiɡá  | [d͡ ʒàìˈɡá] | cigarra |
| jehsé  | [d͡ ʒɛ̀ˈhsɛ́] | porco   |
| ejú    | [ɛ̀ˈd͡ ʒú]   | cipó    |
| joáro  | [d͡ ʒɔ̀ˈáɾɔ̀] | longe   |
| ũtṹ-ɡá | [ù̃ˈnɲṹ-ɡá] | abacate |

### Distribuição fonética e estrutura silábica
Uma sílaba é qualquer unidade que pode assumir tom e possuir um núcleo vocálico, independentemente de ter ou não uma consoante antes dela.

#### Restrições
/ɡ/ e /r/ não ocorrem no início de palavras;
/ɡu/ e /wu/ não ocorrem;
Nenhuma disposição  VV começa com /u/ ;
Ocorrem disposições  VVV multissilábicas, mas nem todas as combinações de vogais são atestadas. // é sempre o último nessas formas;
(C) V pode ser opcionalmente pronunciado com aspiração, com a mesma qualidade da vogal precedente, quando a sílaba é átona e antes das sílabas com inícios desvozeados.

### Fenômenos suprassegmentais

#### O tom
O tuiuca conta com dois tons fonológicos: alto e baixo. O tom baixo apresenta duas realizações: um tom médio que ocorre no interior de palavras de três ou mais sílabas em que alguma sílaba contenha a vogal /i/ e siga uma sílaba com tom alto, e um tom baixo que ocorre em todos os outros contextos. Tom alto e acento são concomitantes. Palavras com duas sílabas (C)V.CV normalmente ocorrem com tom alto na última sílaba. Exceções a esta regra ocorrem quando a palavra é empréstimo de outra língua. Em palavras de mais de três sílabas o tom alto (e o acento) ocorre em qualquer sílaba.
O tom é contrastivo quando há a formação C(VV);
/díi/ 'sangue'
/dií/ 'lama'
Palavras VCV, exceto para empréstimos, têm o tom na segunda sílaba;
/eté/ 'periquito'
/b̃ésa/ 'mesa' (← português 'mesa')

#### A nasalização
A nasalização é fonêmica e opera no nível da raiz:
/sĩã/ 'matar'
/sia/ 'para amarrar'
Variantes pré-nasais de /b, d, ɡ / ocorrem após as vogais nasais e antes das vogais orais:
/kĩĩbai/ [kʰĩĩmbaii̥] .

##### Assimilação nasal
As consoantes vozeadas /b, d, ɡ, w, j/ têm variantes nasais no mesmo lugar de articulação:  [m, n, ŋ, w̃, j̃]
O /j/ também pode surgir como ɲ antes de vogais nasais altas;
O /h/ também tem uma variante nasalizada que ocorre antes das vogais nasais.

##### Harmonia nasal
Os segmentos de uma palavra são todos nasais ou orais.
/waa/ 'para ir'
/w̃ãã/ 'iluminar' (o /w/ é nasal)
Observe que os segmentos desvozeados não nasalizam:
/ãkã/ 'engasgar com um osso'
/w̃ãtĩ/ 'demônio'
De acordo com o estudo de Nelsy Lorena (2014), denominado "Fenômenos de glotalização-laringalização em três línguas Tukano Oriental, fronteira Colômbia-Brasil: Tuyuka, Tukano e Makuna" enuncia-se os seguintes processos fonético-fonológicos:

#### A laringalização
Em tuiuca há dois fenômenos de laringalização: pós-aspiração e vogais desvozeadas. A pós-aspiração ocorre com valores maiores de duração nas consoantes /t/ e /k/ quando precedidas de vogais altas. Para /p/ são encontrados altos valores de duração de pós-aspiração em todos os contextos. Este fato, junto com a variação fonética que este fonema apresenta entre [p] e [f], fazem especular sobre a ocorrência de um possível processo de mudança em curso, sustentada pela coleta e análise de dados conforme o estudo.
Quanto às vogais desvozeadas, alofones das vogais plenas, elas podem ser interpretadas como o [h]. Elas antecedem uma consoante desvozeada e por isso, perdem a propriedade de vozeamento, assumindo o ensurdecimento da consoante. Se compararmos a distribuição deste fenômeno laríngeo com a realização do fonema fricativo glotal  [h] percebe-se que, na língua, a ocorrência do suprassegmento laríngeo é marcado pelo núcleo da raíz. Dessa forma, sua função é marcar fronteira prosódica, ou seja, limitar os encontros fonêmicos de acordo com o ritmo, acento, entonação, intensidade, duração: em limite bimoráico, isto é, um do tipo CVhV e outro em padrão bissilábico do tipo CVhCV.

#### A glotalização
Para Barnes & Takagi (1976:126), não apresenta ocorrência de oclusiva glotal como fonema. A glotalização só ocorre na realização de alofones pré-glotalizados de /b, d/ em início de palavra e de alofones pré-glotalizados de /m, w, j/ que estão em variação livre junto com alofones não pré-glotalizados em início de palavra. A tabela abaixo adaptada de Barnes & Takagi (1976) mostra a realização alofônica dos segmentos /b, d, m, w, j/ em tuiuca.
| [ˈʔbíàh]      | /bía/  | pimenta |
| [ˈʔdíàh]      | /día/  | rio     |
| [ʔmɛ̀ɛ̃ ̥ ˈkhá̃h] | /bẽká̃/ | formiga |
| [ʔmɛ̀ɛ̥ ˈsáh]   | /wesá/ | lado    |
| [ʔyǹˈń]       | /yɨn/́  | eu      |

## Escrita

### Alfabeto e ortografia
A respeito do alfabeto da língua tuiuca, Justino Rezende(2007:296) nos informa que:

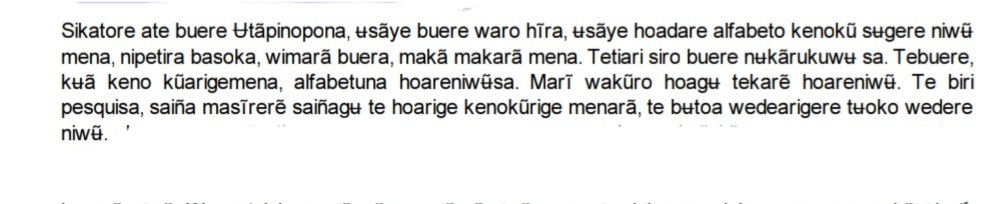
Tradução:

"Antes de iniciar os estudos dos Filhos da cobra de pedra (tuiuca) nós preparamos o alfabeto com todas as pessoas, professores, moradores das aldeias. Só depois disso começou o estudo. Com o alfabeto já acertado, nós utilizamos para escrever. Cada qual escrevia o que queria escrever. Nós estudamos através da pesquisa e escrevíamos com o alfabeto já decidido, ouvíamos o que os anciãos explicavam e procurávamos explicar."
É dessa forma que, alicerçado nos pensamentos do estudo de Rezende(2007), há três pilares fundamentais na língua tuiuca: não há unificação no sistema de escrita, a escrita fonêmica é inexistente e há uma aceitação variada nas diferentes formas de se escrever. Nesse aspecto, foi convencionado  que o alfabeto tuiuca possui as seguintes letras: a, b, d, e, g, h, i, k, m, n, o, p, r, s, t, u, ʉ, w, ñ, y com as seguintes pronúncias (conforme adaptação de RAMIREZ, 1997, “A fala Tukano dos Ye’pâ Masa”):
1. a, i, u pronunciam-se como no português;
2. a e o, geralmente abertas, como em "fé" e "avó";
3. ge e gi pronuncia-se como em "guerra" e "guitarra";
4. t e d nunca são palatalizados, ou seja, ti, di, te, de nunca se pronunciam como txi, dji, txe, dje;
5. s como em "sala", nunca como em "casa";
6. h como em inglês "hat", ou "house";
7. y como em inglês "yes";
8. r como em português "caro";
9. w como em inglês, sem arredondar os lábios.

## Morfossintaxe

### Nome[7]

#### Pronomes pessoais
As últimas vogais dos pronomes pessoais normalmente tem uma marca de distinção entre o singular -ɨ e o plural -ã (conforme a tabela abaixo). Contudo, duas exceções aparecem nos pares singular/plural. A primeira pessoa do plural tem uma forma inclusiva e a terceira pessoa do singular tem uma forma feminina.
| Singular                    |
| Plural -------------------> |

| yɨ’ɨ            |
| Exclusivo ɨ᷈ 'sã |
| Inclusivo bãdɪ᷈  |

| Singular |
| Plural   |

| bɨ᷈’ɨ᷈ |
| ‘bɨ᷈ã |

| Singular ----------------> |
| Plural                     |

| Masculino kɨ᷈’ɨ᷈ |
| Feminino ko’o  |
| ‘kɨ᷈a           |

+Assim, pode-se observar o uso desse pronomes em alguns exemplos (adaptado de Barnes 1994: 330):
Kɪ᷈´a-re inã-dɨga-ri-yigo. (Ela) não quer ver eles
Koó-ya-gɨ díyi yɨɨ´-re tutí-wi.  O cachorro dela latiu para mim

#### Concordância nominal
A concordância nominal em tuiuca é geralmente marcada pelo masculino –i, feminino –o, e plural –a; embora esses possam expressar mais informação pra pessoa e/ou gênero, dependendo da estrutura morfossintática. Em contrapartida, todos eles apresentam formas nasais determinadas pelo contexto fonológico que não diferem em fenômenos gramaticais.
A diferença dos marcadores de gênero que aparece na tabela entre (1 a) e (1 b) é a adição do /k/ precedendo o marcador de gênero em (1 a). No plural, a vogal final pode indicar pluralidade (1 c). Tuiuca também tem, todavia, plurais lexicalizados (1 d) e outros que requerem um sufixo (1 e). Em geral, a concordância nominal determina a de outros elementos da sentença.
|   |  | 1a          | 1b              | 1b            |  |    | 1c               | 1c              |  | 1d (P)         |  | 1e (SG) |
| M |  | Pa’kɨ ‘pai’ | bãbɨ ‘criança’  | ba’i ‘irmão’  |  | SG | juká ‘abutre’    | ãnɑ̃́ ‘víbora’    |  | wa’i ‘pedaços’ |  | wɨ᷈      |
| F |  | Pa’ko ‘mãe’ | bã’bõ ‘criança’ | bai’jo ‘irmã’ |  | P  | juká-a ‘abutres’ | ãnɑ̃́-ã ‘víboras’ |  | bubiã ‘vovós’  |  | wɨ᷈      |

#### Classificadores nominais
Classificadores nominais são essenciais para o entendimento de línguas cuja família é o tucano. Esses classificadores correspondem a partículas associadas ao núcleo frasal, objetivando modificar o significado de uma palavra ou até mesmo sentença. Como exemplo, tem-se o <-wi> para ‘edificação’, que aparece em verbetes como a palavra ‘maloca’, podendo ser expressa por <basawi>  (<basa-> ‘celebrar’ + <-wi>  ‘classificador de edifício') ou <yawi> (<ya-> ‘comer’ + <-wi> ‘classificador de edifício'),  dependendo do que irá se realizar nela, celebração ou uma refeição coletiva, respectivamente. Apesar de ser econômico inserir somente o classificador e não as duas palavras distintas para ‘maloca’, ao excluí-las não estaríamos contemplando distinções relevantes na cultura tuiuca.
Nos dicionários bilíngues como o tuiuca-português, há uma grande falta de isomorfismo entre os léxicos dessas duas línguas, bem distintas em sua tipologia. Embora para algumas palavras exista uma equivalência, há itens lexicais em tuiuca para os quais há várias traduções possíveis em português. Pode também ser o caso de diversos itens lexicais em tuiuca corresponderem a um só item em português (como <opare>, ‘carregar’ com o ombro e <omare>, ‘carregar’ com as costas). Há casos mais complexos, em que um campo semântico inclui itens com denotações diferentes dos itens que compõem o mesmo campo semântico em português, como é o caso dos termos de relações de parentesco. Por exemplo, <pakomakʉ> teria como tradução primeira ‘filho da irmã da mãe’ e não ‘tia/tia materna’ (CABALZAR, A. 2009).

### Verbo

##### Alinhamento e ordem
O tuiuca, da família tucano oriental (TO), apresenta ordem básica SOV(sujeito, objeto,verbo), alinhamento sintático nominativo-acusativo, e um padrão morfológico polissintético-aglutinante (COMRIE, 1989). Assim, os linguistas sugerem que a ordem é flexiva, ou seja, admite variações, tendo em vista o sistema que conta com variados radicais e desinências junto ao verbo, modificando o significado da sentença. Dessa forma, compartilha também outras características das línguas TO previstas em Gomez-Imbert (2007), como: duas classes lexicais principais: nomes e verbos, além de categorias gramaticais que configuram um sistema de classificação nominal e a marcação de evidencialidade.

##### Evidencialidade e tempo
No tuiuca, mais importante do que expressar tempo e modo da ação, é imprescindível deixar clara a fonte da informação, mais conhecido como evidencialidade. A relevância de tal marcação é tão reconhecida que foi interpretada como uma das mais difíceis do mundo, de acordo com o The Economist, além de ter sido explorada no problema 5 da segunda fase da OBL (Olimpíada Brasileira de Linguística) na edição "Yora", em 2018. O sistema de evidenciais da língua é grande e complexo, composto por várias distinções, dentre as quais há a direta (visual) e as indiretas (não visual, aparente, vivida e reportativa). Essas categorias levam a uma distinção de número e gênero na 3ª pessoa, porém na 1ª e 2ª pessoas não há diferenciação. Normalmente, ocorrem como um sufixo no final do verbo e são aglutinadas com a indicação de tempo, de acordo com a tabela 9, tanto em orações com verbo principal (1 a 3), tanto com auxiliar (4). Observe também que o conceito de tempo da língua é simplificado, ou seja, conforme a tabela abaixo, pode-se analisar que as terminações variam apenas em passado e presente.
|          | Visual | Não visual | Aparente | Vivida | Reportativa |
| -------- | ------ | ---------- | -------- | ------ | ----------- |
| Passado  |        |            |          |        |             |
| Outros   | -wɨ    | -tɨ        | -yu      | -yiro  | -hɪ᷈yu       |
| 3MSG     | -wi    | -tɨ        | -yi      | -yigɨ  | -hɪ᷈yi       |
| 3FSG     | -wo    | -to        | -yo      | -yigo  | -hɪ᷈yo       |
| 3PL      | -wa    | -ta        | -ya      | -yira  | -hɪ᷈ya       |
|          |        |            |          |        |             |
| Presente |        |            |          |        |             |
| Outros   | -a     | -ga        | ---      | ---    | -ku         |
| 3MSG     | -i     | -gi        | -hɪ᷈i     | ---    | -ki         |
| 3FSG     | -yo    | -go        | -hɪ᷈o     | ---    | -ko         |
| 3PL      | -ya    | -ga        | -hɪ᷈ra    | ---    | -kua        |

- 3MSG (3a pessoa do masculino singular); 3FSG (3a pessoa do feminino singular; 3PL (3a pessoa do plural)
1. tutí-wi  (Evidencial de passado visual 3MSG)  'Latiu'
2. heá-wa (Evidencial de passado visual 3PL)  'Eles chegaram'
3. sɪ᷈ã-yígɨ́ ( Evidencial de passado vivido 3MSG) 'Ele matou'
4. bué-go tií-a (Evidencial 3FSG + evidencial de presente visual 1a ou 2a pessoa) study "(Eu estou/Você está) estudando"

A estrutura pode ser resumida nas duas fórmulas abaixo, a primeira para verbos como um todo e a segunda para a utilização de auxiliares. Os elementos entre parênteses são opcionais. Vale ressaltar que em toda generalização como essa, cabem exceções, como a adequação fonológica frequentemente ocorrida. Por esse fato, variações na escrita são usuais.
1. Raiz verbal - (aspecto) - (modo) - partícula de concordância verbo-evidencial
2. Raiz verbal - partícula de concordância + auxiliar - (negação) - (passado recente) - partícula de concordância verbo-evidencial

##### Aspecto e verbos auxiliares
Há duas categorias principais de aspectos verbais: progressivo (ação em andamento) (1 a 3) e perfeito (ação encerrada) (4 e 5). Ambas utilizam de evidenciais conforme visto anteriormente, porém apenas a primeira tem em sua estrutura verbos auxiliares. Há dois tipos de verbos auxiliares em tuiuca, tii - ‘fazer’ e  nɪ᷈ɪ᷈ – ‘ser’. Eles ocorrem em sentenças declarativas quando tiverem um sufixo de evidencialidade. Vale dizer que o modo verbal da língua não teve um estudo aprofundado até o momento, por isso não será abordado no artigo. Nos exemplos abaixo, o verbo principal tem sufixos conforme a tabela abaixo, enquanto o auxiliar carrega a partícula de concordância evidencial. (adaptado de Barnes 1984: 259 e Barnes e Malone 2000: 442)
| Masculino | Feminino |

| -gɨ | -go |

| -rigɨ | -rigo |

| -arigɨn | -arigo |

| -idɨ | -odo |

1. we'se tãdã-'ră tii-'kua  (Preparando um terreno)
2. yɨ’ɨ waa-'gɨ tii-'wɨ  (Eu estava remando)
3. díiga apé-gɨ tií-i  (Ele está jogando futebol)
4. wáa-ri-gɨ nɪ᷈ɪ᷈-wi (Ele foi)
5. wesé sóerigɨ nɪ᷈ɪ᷈-wi (Ele queimou seu terreno)

##### Nominalização de verbos
Como a maioria das línguas, a nominalização de verbos ou sua desverbalização são comuns para expressar palavras variadas que têm sua origem associada a um verbo. No português, por exemplo, têm-se 'estudante, estudado' derivados do verbo 'estudar', dentre muitos outros. No tuiuca, esses processos são regidos por partículas que se juntam ao núcleo verbal. Assim, ao observar os exemplos(1 a 3) e comparar com a tabela 11, poderá se perceber um padrão que se repete na construção dessas palavras.
|                 |           | Animado  |         |  | Inanimado    |         |
| --------------- | --------- | -------- | ------- |  | ------------ | ------- |
|                 | Singular  | Singular | Plural  |  | Não contável | Lugar   |
|                 | Masculino | Feminino |         |  |              |         |
| Presente        | -gɨ, -ŋɪ᷈  | -go, ŋo  | -ra, rã |  | -re          | -ro, rõ |
| Passado         | -rigɨ     | -rigo    | -rira   |  | -rige        | -riro   |
| Passado recente | -arigɨ    | -arigo   | -arira  |  | -arige       | -ariro  |
| Futuro          | -idi      | -odo     | -adara  |  | -adare       | -adaro  |

1. bue-gɨ - estudar+pessoa - (professor)
2. wɨɨ-rɨ-wi - voar+veículo - (avião)
3. yaa-'re - comer - (comida)

(adaptado de Barnes 1984: 259)

## Vocabulário

### Sistema de numeração
A priori, o sistema de contagem em tuiuca chega até vinte, sendo baseado na combinação dos numerais de um a quatro (sika, pɨa, itia, bapari) e de nomes como mão (~wabo) para múltiplos de cinco (a-b). O maior número, vinte (sikɨje), seria composto pela noção de todos os algarismos que uma pessoa é capaz de contar com os dedos das mãos e dos pés, evidenciado pela morfologia da palavra, composta pelo numeral ‘um’ (sikɨ), mais um genitivo. Para quantidades maiores do que os vinte dedos que uma pessoa pode representar, a quantidade específica seria irrelevante, sendo feita através de morfemas quantificadores.
A partir de 2001, foi desenvolvido um novo sistema de contagem (d) em oficinas de matemática coordenadas pelos assessores Flora Cabalzar e Maurice Bazin, no âmbito da escola e junto com a comunidade (TENÓRIO & RAMOS 2004). O intuito deste novo sistema era de viabilizar um entendimento da matemática escolar, mas que pudesse ser útil para a vida dos jovens indígenas e dentro de seu entendimento da realidade. Com a entrada deste sistema, que não extinguiu o anterior, mas somou-se a ele, há numerações maiores que vinte (c,e,f). Os números maiores do que 100 não costumam ser usados em tuiuca, ainda que sejam possíveis de serem formados. Para quantidades maiores de 100, de itens da cultura “branca”, são usados números em português (como ano de nascimento, litros de combustível, valores em dinheiro, etc.). Já para quantidades maiores de 100 de itens da cultura indígena, usam-se construções de quantidade por termos de medida, também trabalhados na escola.
a) sikawamõ̃
sik-a (um) ~wabo (mão)
'cinco'
b) sikawamõ pʉa
sik-a (um) ~wabo (mão) pɨa (dois)
'sete'
c) botea sikapi
bote-a (aracu) sik-a-pi (um-aturá)
‘um aturá de peixe aracu’
d)sikamokañepʉa
sik-a (um) ~boka-je pɨa  (membro + dois)
'sete'
e)sikʉye sikamokañ̃e sika
sik-ɨ-je (um segmento) sik-a  (um)  ~boka-je (genitivo de mão) sik-a  (um)
'vinte e um'
f)pʉawamõ makaraye
pɨa (dois)  ~wabo (mão)  ~baka-ra-je (pessoa)
'duzentos'